# シグマ アルドリッチ
シグマ アルドリッチ (英: Sigma-Aldrich Co. LLC）は、世界40ヵ国に展開し9,600人の従業員を有する、化学薬品の製造販売メーカーである。製造される化学、生化学製品は科学的研究、バイオテクノロジー、新規医薬品の開発およびハイテク産業における重要要素として使われている。日本法人はシグマ アルドリッチ ジャパン。
2014年9月22日、ドイツの化学会社メルク（Merck KGaA)に売却されることが発表され、2015年11月18日にメルクのライフサイエンス部門「ミリポアシグマ」の一部となった。